# イルゼ・デランゲ
イルゼ・デランゲ（Ilse DeLange、lse Annoeska de Lange、1977年5月13日 - ）は、オランダ人の歌手、シンガーソングライター。 オランダとヨーロッパでの歌手活動、ユーロビジョン・ソング・コンテスト2014で2位を獲得したバンドThe Common Linnetsの活動でも知られる。

## 来歴
1977年5月13日にオランダ・オーファーアイセル州のアルメロで生まれた。彼女はリップシンク歌手（口パク歌手）として8歳でキャリアをスタートさせ、いくつかのコンテストで優勝ていた。 オランダのテレビ局が集まる街として有名なヒルフェルスムでのタレントショーでライブ活動を始めると、より大きな注目を集め、全国テレビでいくつかのライブパフォーマンスをするようになった。その時にギタリストのJoop van Lieflandとデュオを組み、カントリーミュージックを紹介する活動をしていた。
1994年にオランダのカントリーミュージックアワードに出演し、一定の評価を得たにもかかわらず、歌手デビューの兆しが見えなかった。その後、ワーナーミュージックの代表と連絡を取るようになるが、契約までに数年の交渉が必要となった。同年、オランダのアイントホーフェン市で開催された「Zangfestival der Onbekenden」（ "Song Contest of the Unknown"）に参加し、トリーシャ・イヤウッドの曲でコンテストを優勝、レコーディングの機会を得た。 1996年はオランダのレコード会社BMI MusicのA＆RマネージャーであるHenk-Jan Smitsの手により、ポップグループWijを結成、シングル「De Oorlog Meegemaakt」（「Experienced The War」）をリリースしたものの、シングルはチャートインせずに終わった。

## 音楽活動
1998–1999：『World of Hurt』と『Dear John』
1998年に彼女は米国のナッシュビルに向かい、トッププロデューサーのバリーベケットと共にデビューアルバムの『World of Hurt』を制作した。カントリーミュージックの首都で録音された本作はオランダで話題になり、デビューシングル「I'm Not So Tough」はオランダシングルチャートで35位を記録し、アルバムはプラチナ認定を受け、1999年にTMFアワードとエジソンアワードを受賞した。しかし、次のセカンドシングルはチャートインしなかった。
タバコ会社マルボロはプロモーション"Marlboro Flashbacks"のため、彼女にお気に入りのアーティストをカバーするように依頼し、結果、ジョン・ハイアットのカバーライブアルバム『Dear John』をリリース、オランダでプラチナ認定を受けた。
2000–2002：『Livin 'on Love』と疲労
2000年10月にニューアルバムの最初のシングル「Livin 'on Love」がリリースされ、Dutch Top 40の 37位を記録。 11月、ポップ/ロックに傾いて2枚目のアルバム『Livin 'on Love』がリリースされた。アルバムにはかなりのプロモーションがありましたが、5位を記録しプラチナ認定を受けたが、World of Hurt程の売り上げはなかった。またセカンドシングルのI Still Cryはチャートインしなかった。 2001年には本作のツアーを行った。
ワーナーミュージックは、『World of Hurt』のアメリカでのリリースと宣伝を予定し、イルゼもそれを期待していたものの、アルバムは未知の理由でリリースされなかった（アメリカのレーベルがアルバムのポップ/ロックサウンドを好まなかったという噂があった）。これらのビジネス上の問題と重いツアースケジュールのため、イルゼは消耗し、パラディソ（アムステルダム）でのパフォーマンス中に発声不良を経験し、パフォーマンスを継続できないことをファンに感情的に伝えること等が起きた。医者は、彼女が数週間休養するようアドバイスをした。
2003：『Clean Up』の成功と人気下降
2002年、イルゼはパートナーである自身のバンドドラマーBart Vergoossenと9か月間アメリカに行き、新しいアルバム制作に取り組んだ。本作全体の作詞作曲を担当し、2003年4月、3番目のスタジオアルバムである『Clean Up』をリリースした。『Livin 'on Love』で実験したポップ/ロックサウンドが取り入れられた本作はアルバムチャートで1位を記録し、ゴールド認定された。しかし、ファーストシングル「No Reason To Be Shy 」は商業的も失敗し、レコード会社はこれ以上シングルをリリースせず、コンピレーションアルバムに焦点を当てることにしたが、同年の10月に『Here I Am』がリリース。しかし、本作の2つのシングルも商業的な失敗となった。
2004–2007：新しいレコード会社と『The Great Escape』
2004年の初め、レコード会社Warner Musicのオランダ部署が解散、彼女はレコード契約を失う。しかし、数か月後、彼女はイタリアの歌手ズッケロとのコラボレーション曲「Blue」をリリースし、オランダで23位を記録した。
2005年の終わり、アルバムリリースも、新たなレコード会社との契約せずにツアーを行うも、コンサートはすべて売り切れた。彼女はUniversal Musicと契約し、プロデューサーのPatrick Leonardと新しいアルバムの制作を開始した。彼女の新レーベルでの最初のリリースはシングル「The Great Escape」で11位を記録し、4番目のアルバム『The Great Escape』は、2006年6月16日にリリースされ、1週間でゴールド認定、数か月後にプラチナ認定を受けた。 9月に2枚目のシングル「The Lonely One」がリリースされ、シングルトップ100で 12位になった。 3番目のシングル、「I Love You」は2007年2月にリリースされ、23位を記録した本曲は、オランダの映画 『スチールマグノリアス』のサウンドトラックに収録された。次に、「Reach for the Light」をプロモーションシングルとしてリリースし、51位を記録した。2007年10月にはライブアルバム『Live』をリリースした。

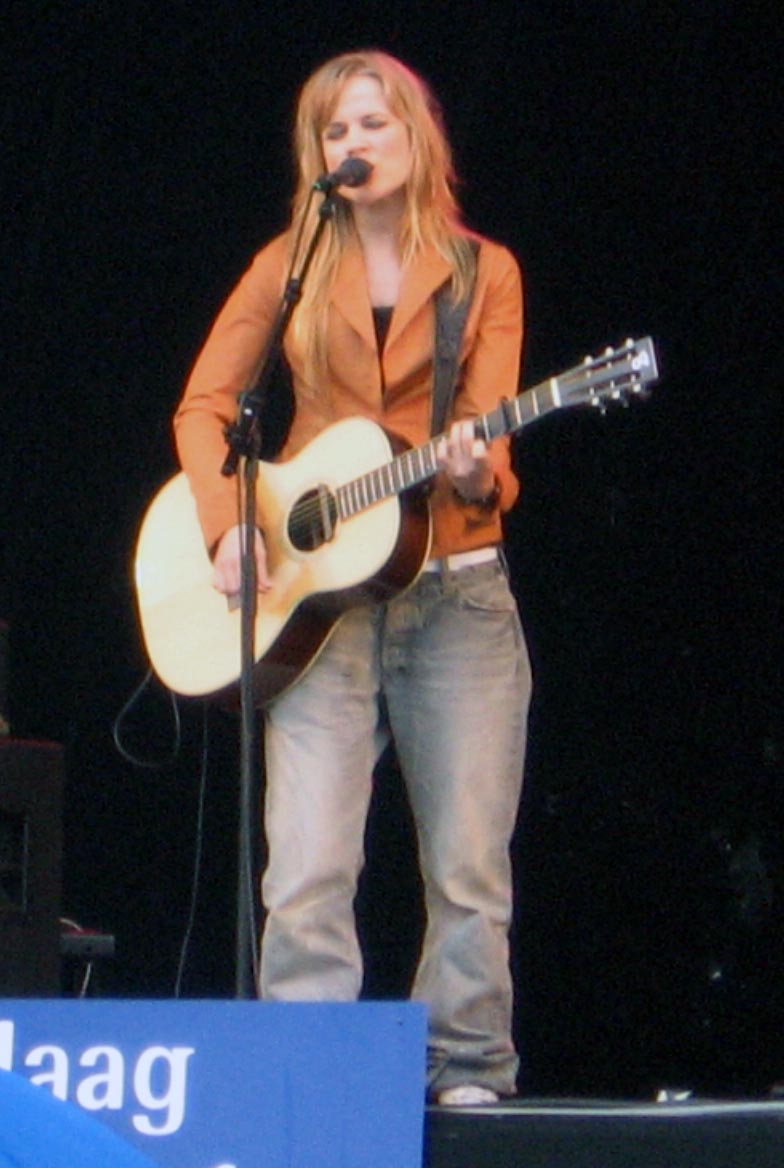
Ilse DeLange at Parkpop in 2006

2008–2010：『Incredible』と『Next to Me EP』
2008年、彼女はイギリスに行き、ジェームズ・モリソンのデビューアルバムで作業していた同じソングライターと一緒に制作を始めた。スウェーデンのイェーテボリでレコーディングした新アルバム『Incredible』は、2008年10月17日にリリースされ、最終的にプラチナ認定を受けた。最初のシングル「So Incredible」は6位を記録し、次のシングル「Miracle」は、自身最大のヒットとなり、オランダで1位を獲得した。オランダ映画「ブライドフライト」のタイトルトラックとして書かれた。サードシングル「Puzzle Me」は5位、ラジオシングル「We're Alright」は21位を記録した。
その後、ライブアルバムをリリース後、シングル「Next To Me」は2010年7月にリリースされ、9位を記録。その後、8曲入りEPの『Next To Me EP』は2010年8月27日にリリースされた。2番目のシングル「Beautiful Distraction」は18 位、3番目のシングル「カルーセル」は32位を記録し、EPはプラチナ認定を受けた。
2011–2012：『DoLuv2LuvU』の延期と『Eye of the Hurricane』
2011年11月、新しいシングル「DoLuv2LuvU」をリリースした。この曲は、オランダのラジオ局3FMが毎年開催する大きなチャリティーイベントであるSerious Request 2011のテーマ曲であった。しかし、シングルのプロモーション中、父親が不治の病にかかっていると聞き、彼女はすぐにあらゆる種類のプロモーションを中止し、アルバム『DoLuv2LuvU』の録音を延期した。その後、プロモーションがないまま発売されたが14位を記録した。父が亡くなった翌日、2012年1月10日、彼女は2007年のライブアルバム収録の「Young You」のアコースティックバージョンをTwitterに投稿した。2012年の後半に、次のアルバムのレコーディングを開始した。『DoLuv2LuvU』は制作を取りやめたが将来的にリリースされる可能性については排除していない。2012年6月、シングル、『Hurricane』がリリースされ、23位を記録した。7枚目のアルバム『Eye of the Hurricane』は、2012年9月14日にリリースされ、わずか数週間でプラチナ認定を受けた。セカンドシングル「Winter of Love 」は20位に、サードシングル「We Are One」は33位になりました。

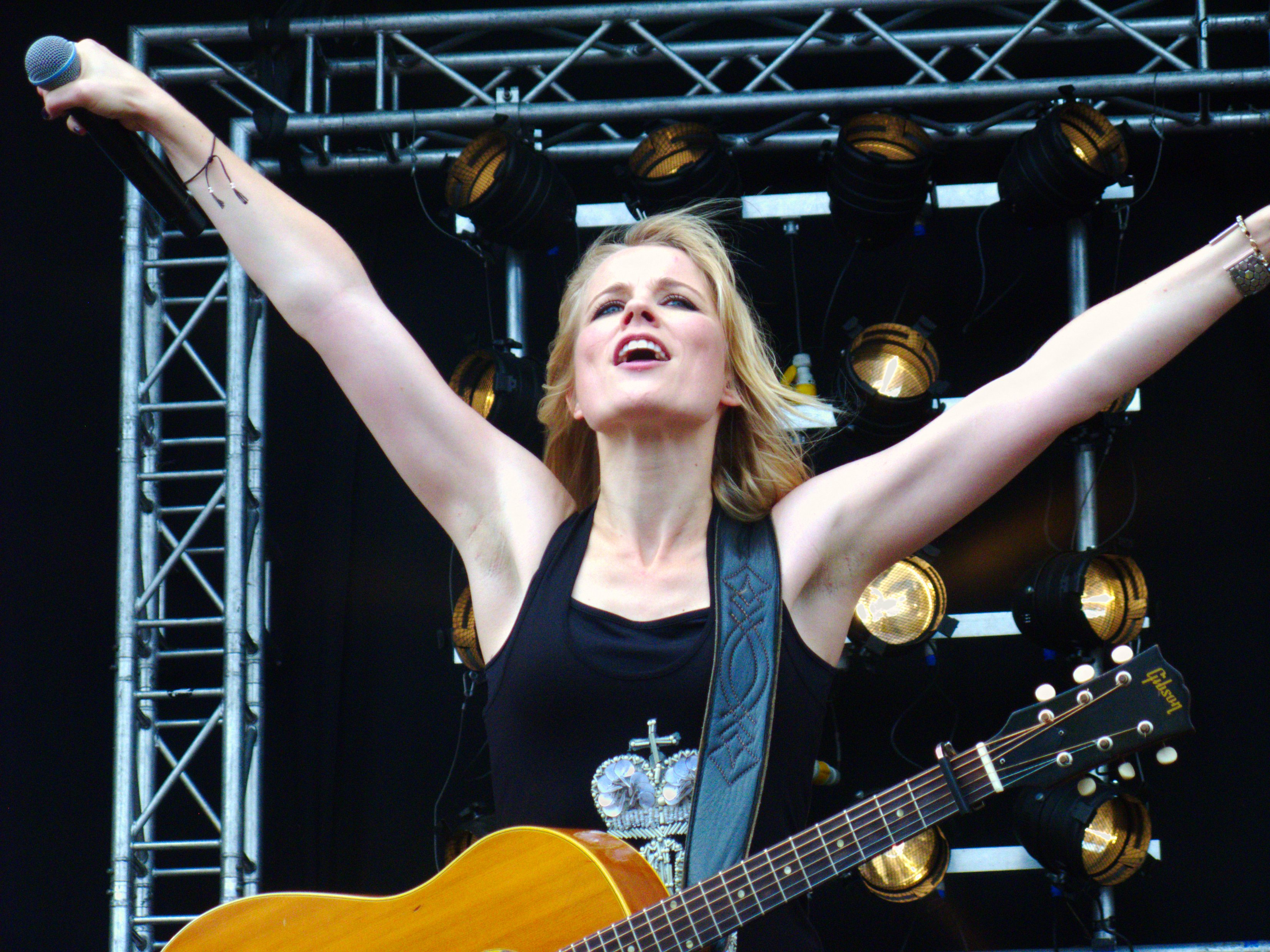
Ilse DeLange at the Zwarte Cross Festival 2011

2013–現在：「The Voice of Holland」、The Common Linnets そして「Nashville」
2013年、Nick & Simonと交代で「The Voice of Holland」第4シーズンにMarco Borsato, Trijntje Oosterhuis、Ali B (Roel van Velzenと交代）共にコーチとして参加した。その後、2枚目のベストアルバム、『After The Hurricane』をリリースした。シングル「Blue Bittersweet」は、オランダ映画「Het Diner」（「Dinner」）のサウンドトラックとして制作され、8位を記録した。
デンマークのコペンハーゲンで開催された「Eurovision Song Contest 2014」で、歌手Waylonと共にThe Common Linnetsを結成し、オランダ代表として参加した。彼らは、優勝したオーストリアのコンチタヴルストに続き2位となった。その後、The Voice of Hollandの第5シーズンのコーチとして8月に帰国した。 2015年1月15日、サンネ・ハンス（Miss Montreal）によって、引き続きThe Voice of Hollandの第6シーズンのコーチとなった。 彼女はThe Common Linnetsの国際的な活動に多くの時間を費やしたいと思ったが、アンジェラ・グローツィーゼンの後任として、 The Voice Kidsの第5シーズンの新しいコーチに就任した。
2017年12月7日、ABC / CMTミュージカルドラマシリーズ「Nashville」の最終シーズンに出演した。
2018年には、The Voice Seniorのコーチも務めた。「The Voice of Holland」の第5シリーズでコーチしたオランダの代表、Duncan Laurenceの芸術コンサルタント及び指導者として、「Eurovision Song Contest 2019」のオランダ代表団に参加し、 ローレンスはコンテストで優勝する快挙を成し得た。

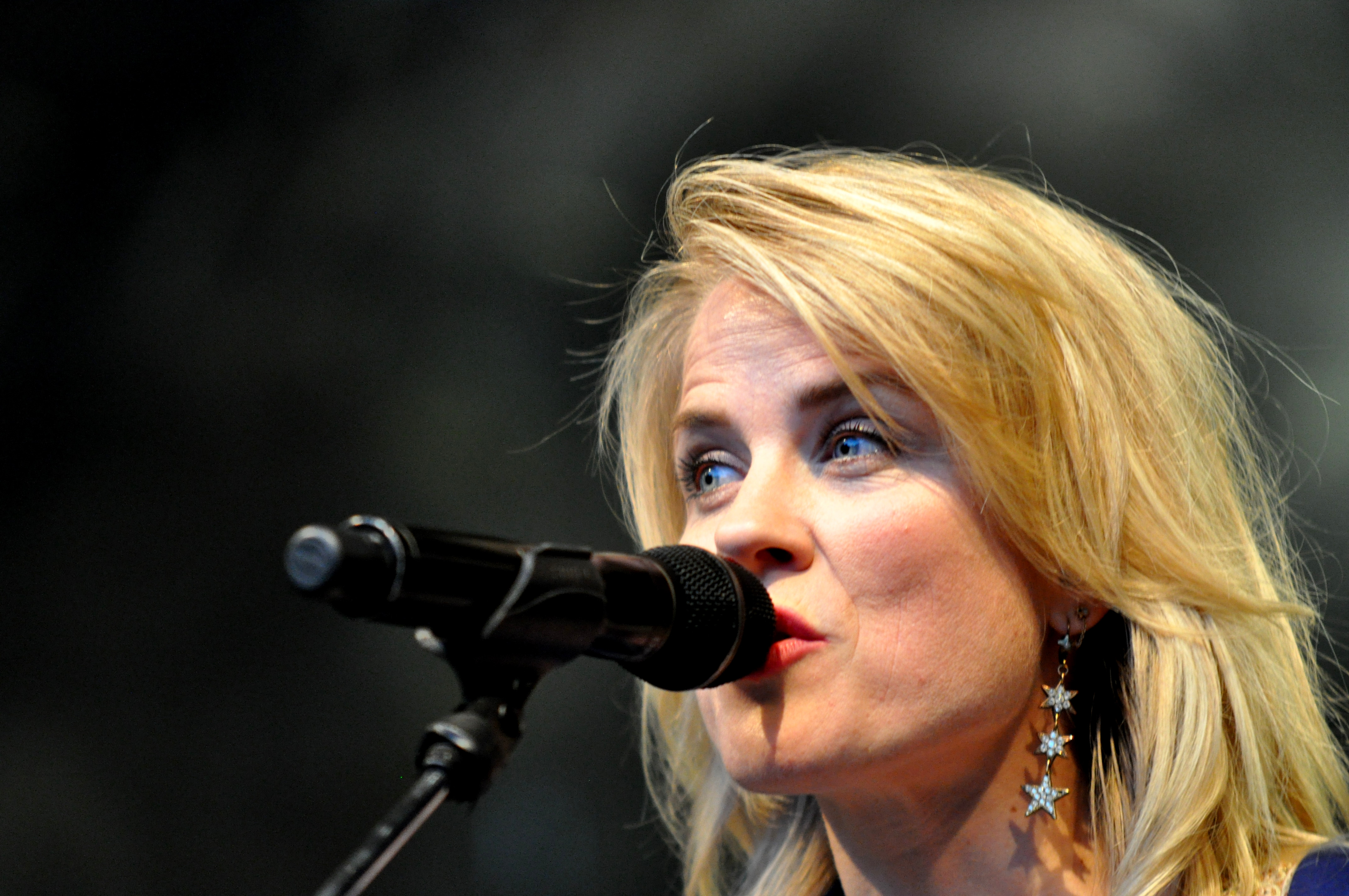
Ilse DeLange 2017

## ディスコグラフィー

### Studio albums
| World of Hurt                                                                     | - Released: 1998 - Label: Warner Bros. Records - Format: Digital download, CD       | 1 | 17  | - NVPI: 5x Platinum |
| Livin' on Love                                                                    | - Released: 2000 - Label: Warner Elektra Atlantic - Format: Digital download, CD    | 5 | 36  | - NVPI: Platinum    |
| Clean Up                                                                          | - Released: 1 April 2003 - Label: Warner Music - Format: Digital download, CD       | 1 | 31  | - NVPI: Gold        |
| The Great Escape                                                                  | - Released: 15 June 2006 - Label: Universal Music - Format: Digital download, CD    | 1 | 59  | - NVPI: 2x Platinum |
| Incredible                                                                        | - Released: 17 October 2008 - Label: Universal Music - Format: Digital download, CD | 1 | 35  | - NVPI: 5x Platinum |
| Next to Me                                                                        | - Released: 27 August 2010 - Label: Firefly Music - Format: Digital download, CD    | 1 | 46  | - NVPI: 2x Platinum |
| Eye of the Hurricane                                                              | - Released: 12 September 2012 - Label: Firefly Music - Format: Digital download, CD | 1 | 101 | - NVPI: Platinum    |
| Ilse DeLange                                                                      | - Released: 31 August 2018 - Label: Firefly Music - Format: Digital download, CD    | 3 | 39  | - NVPI: Gold        |
| Gravel & Dust                                                                     | - Released: 6 September 2019 - Label: Spark Records - Format: Digital download, CD  | 2 | 20  |                     |
| Changes                                                                           | - Released: 15 May 2020 - Label: Spark Records - Format: Digital download, CD       | 4 | —   |                     |
| "—" denotes a recording that did not chart or was not released in that territory. |                                                                                     |   |     |                     |

### Live albums
| Dear John                                                                         | - Released: 1 October 1999 - Label: Warner Bros. Records - Format: Digital download, CD | 3 | 20 | - NVPI: Platinum |
| Live                                                                              | - Released: 2007 - Label: Universal Music - Format: Digital download, CD                | 4 | —  | - NVPI: Gold     |
| Live in Ahoy                                                                      | - Released: 21 August 2009 - Label: Universal Music - Format: Digital download, CD      | 1 | —  |                  |
| Live in Gelredome                                                                 | - Released: 3 June 2011 - Label: Firefly Music - Format: Digital download, CD           | 1 | —  |                  |
| Live in Gelredome, the second                                                     | - Released: 12 February 2013 - Label: Universal Music - Format: Digital download, CD    | — | —  |                  |
| "—" denotes a recording that did not chart or was not released in that territory. |                                                                                         |   |    |                  |

### Compilation albums
| Here I Am                                                                         | - Released: 31 October 2003 - Label: WEA Records - Format: Digital download, CD   | 5 | —   | - NVPI: Gold     |
| After The Hurricane – Greatest Hits & More                                        | - Released: 25 October 2013 - Label: Firefly Music - Format: Digital download, CD | 2 | 101 | - NVPI: Platinum |
| "—" denotes a recording that did not chart or was not released in that territory. |                                                                                   |   |     |                  |